# Chiesa del Sacro Cuore (Budoni)
La chiesa del Sacro Cuore è un edificio religioso situato nella frazione di Limpiddu, in comune di Budoni, Sardegna nord-orientale. Consacrata al culto cattolico, fa parte della parrocchia di San Giovanni Battista, diocesi di Nuoro.